# اوگی نور (آرخانگای)
اوگی نور (به لاتین: Ögii nuur) یک منطقهٔ مسکونی در مغولستان است که در استان آرخانگای واقع شده‌است.